# Liste des conseillers généraux de la Vendée (1949-1951)
Pour les articles homonymes, voir conseiller général de la Vendée.
En 1949, des élections cantonales sont organisées les 20 et 27 mars pour désigner les conseillers généraux qui représenteront le département de la Vendée jusqu’en 1951.
Initialement prévues pour octobre 1948, les élections se déroulent cinq mois plus tard.

## Groupes politiques à l’Assemblée départementale
| ‹ 1945 | Conseillers généraux de la Vendée | 1951 › |

| Parti                        | Parti                                            | Sigle | Élus |
| ---------------------------- | ------------------------------------------------ | ----- | ---- |
|                              | Parti républicain de la liberté                  | PRL   | 9    |
|                              | Parti républicain, radical et radical-socialiste | PR    | 6    |
|                              | Rassemblement du peuple français                 | RPF   | 3    |
|                              | Mouvement républicain populaire                  | MRP   | 2    |
|                              | Parti communiste français                        | PCF   | 1    |
|                              | « Divers droite »                                | DVD   | 3    |
|                              | Inconnu                                          |       | 6    |
| Président du conseil général |                                                  |       |      |
| Auguste Durand (DVD)         |                                                  |       |      |

## Liste des conseillers généraux suivant leurs cantons
| Canton                  | Conseiller                      |  | Parti                                               |
| ----------------------- | ------------------------------- |  | --------------------------------------------------- |
| Beauvoir-sur-Mer        | Raoul Pelote                    |  | PRL Parti républicain de la liberté                 |
| Chaillé-les-Marais      | Fernand Gadras                  |  | PR Parti républicain, radical et radical-socialiste |
| Challans                | Armand de Baudry d’Asson        |  | PRL Parti républicain de la liberté                 |
| Chantonnay              | Henri Rochereau                 |  | PRL Parti républicain de la liberté                 |
| Fontenay-le-Comte       | M. Vigneaux                     |  | PR Parti républicain, radical et radical-socialiste |
| La Châtaigneraie        | Georges Avril                   |  | MRP Mouvement républicain populaire                 |
| La Mothe-Achard         | Inconnu                         |  |                                                     |
| La Roche-sur-Yon        | Jean Péaud                      |  | PR Parti républicain, radical et radical-socialiste |
| Le Poiré-sur-Vie        | Jacques Dugast                  |  | PRL Parti républicain de la liberté                 |
| Les Essarts             | Arsène Mignen                   |  | PRL Parti républicain de la liberté                 |
| Les Herbiers            | Zoé de Chabot                   |  | PRL Parti républicain de la liberté                 |
| Les Sables-d’Olonne     | Charles Rousseau                |  | PRL Parti républicain de la liberté                 |
| L’Hermenault            | M. Bobin                        |  | RPF Rassemblement du peuple français                |
| L’Île-d’Yeu             | M. Martin                       |  | RPF Rassemblement du peuple français                |
| Luçon                   | Adolphe Pabœuf                  |  | PR Parti républicain, radical et radical-socialiste |
| Maillezais              | Jean Fleury                     |  | PCF Parti communiste français                       |
| Mareuil-sur-Lay         | Maurice Priouzeau               |  | DVD Divers droite                                   |
| Montaigu                | Auguste Durand                  |  | DVD Divers droite                                   |
| Mortagne-sur-Sèvre      | Inconnu                         |  |                                                     |
| Moutiers-les-Mauxfaits  | M. Girardeau                    |  | PR Parti républicain, radical et radical-socialiste |
| Noirmoutier-en-l’Île    | Hubert Poignant                 |  | PRL Parti républicain de la liberté                 |
| Palluau                 | Inconnu                         |  |                                                     |
| Pouzauges               | Inconnu                         |  |                                                     |
| Rocheservière           | Pierre Lefeuvre                 |  | MRP Mouvement républicain populaire                 |
| Sainte-Hermine          | Gérard Jamin                    |  | PR Parti républicain, radical et radical-socialiste |
| Saint-Fulgent           | Gilbert de Guerry de Beauregard |  | PRL Parti républicain de la liberté                 |
| Saint-Gilles            | Inconnu                         |  |                                                     |
| Saint-Hilaire-des-Loges | M. Boutin                       |  | DVD Divers droite                                   |
| Saint-Jean-de-Monts     | Inconnu                         |  |                                                     |
| Talmont-Saint-Hilaire   | Paul de Lézardière              |  | RPF Rassemblement du peuple français                |